# Cylindropuntia versicolor
Cylindropuntia versicolor är en kaktusväxtart som först beskrevs av Georg George Engelmann och John Merle Coulter, och fick sitt nu gällande namn av F.M. Knuth. Cylindropuntia versicolor ingår i släktet Cylindropuntia, och familjen kaktusväxter. Inga underarter finns listade i Catalogue of Life.

## Bildgalleri

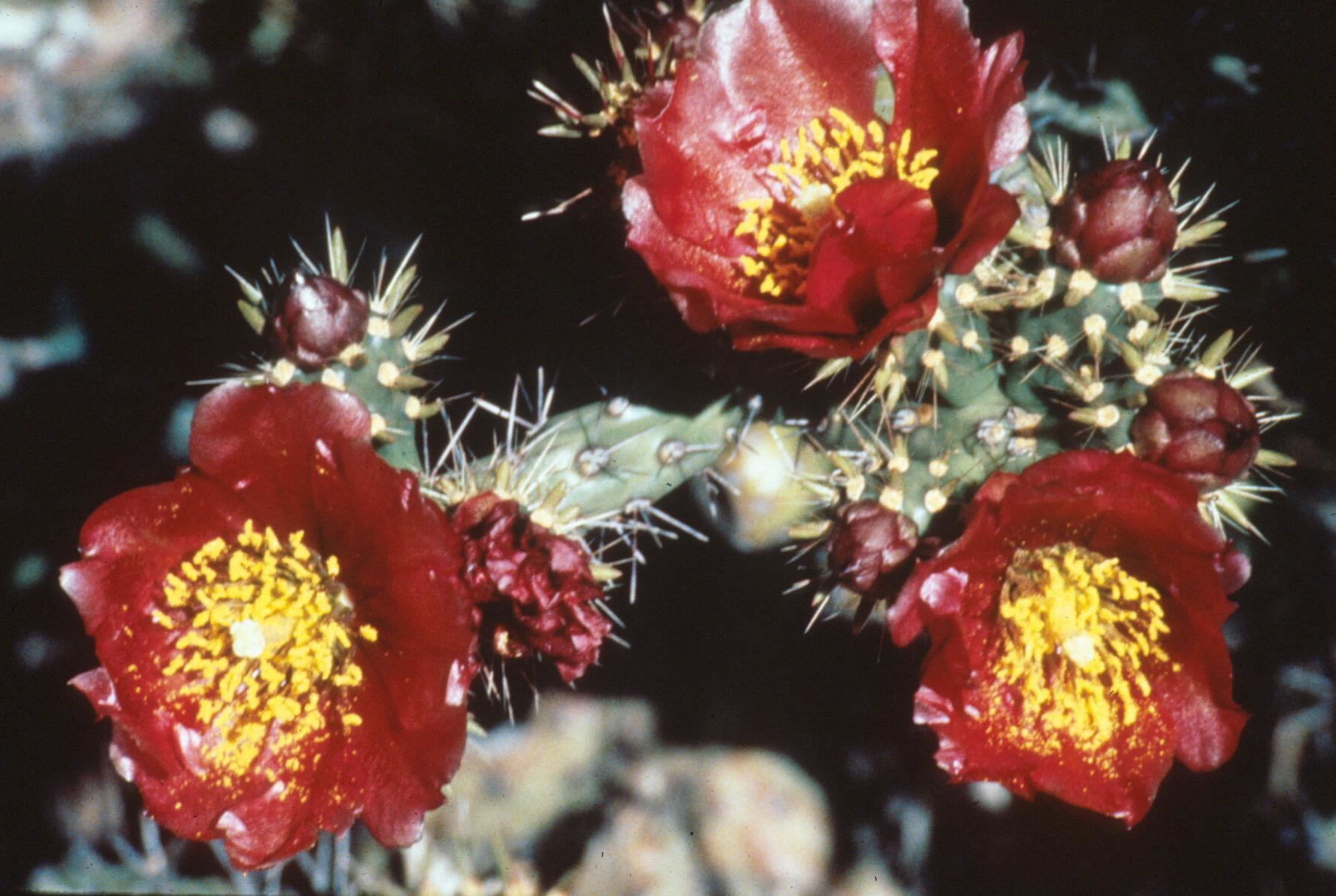
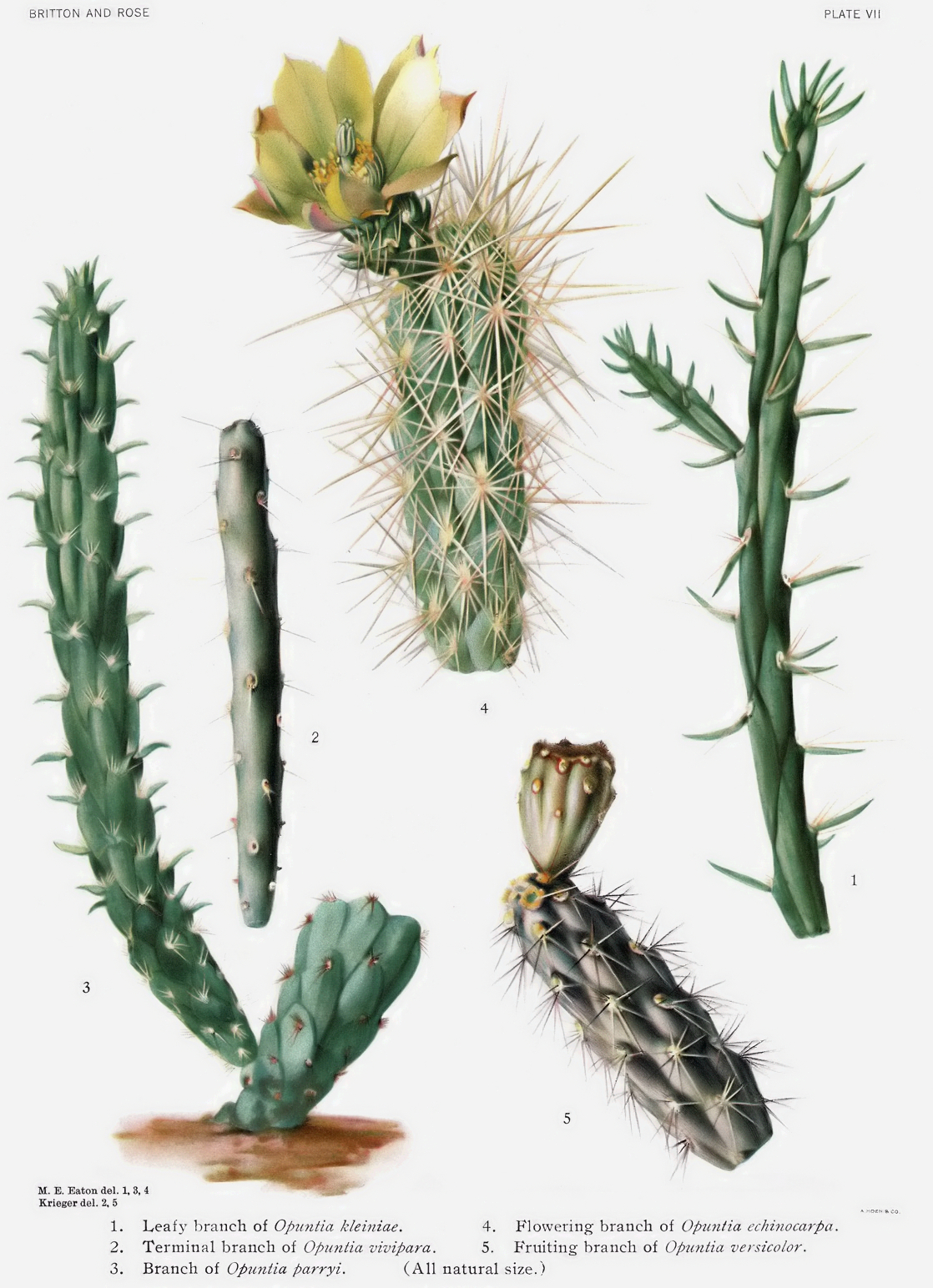
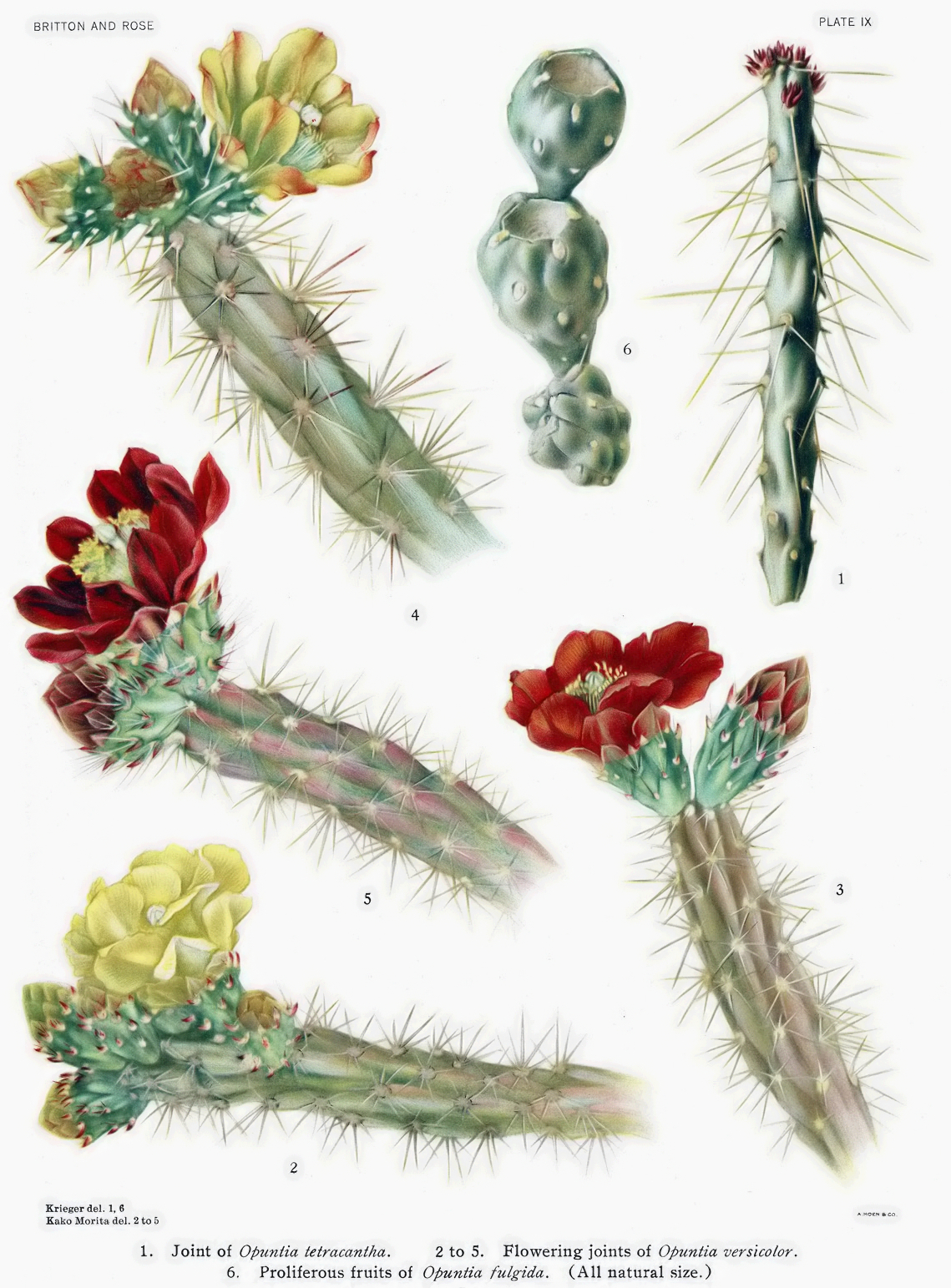